# Suffragette
En suffragette (latin: suffragium, stemmeret) var en kvinde, som kæmpede for almindelig stemmeret. Begrebet stammer fra kvindebevægelser i slutningen af 1800-tallet og begyndelsen af 1900-tallet, særligt de ret militante bevægelser i Storbritannien, som Women's Social and Political Union (WSPU).
Aktivisterne i WSPU var anført af Emmeline Pankhurst, som var influeret af russiske metoder som sultestrejker. På Isle of Man havde kvindelige jordbesiddere fået stemmeret til det lokale parlament i 1881, men den første nation med egen regering, der indførte generel stemmeret til alle kvinder, var New Zealand, der i 1893 gav alle kvinder over 21 år ret til at stemme til parlamentet. Kvinderne i South Australia fik de samme rettigheder og desuden ret til at stille op til valget i 1895. I USA kunne hvide kvinder over 21 år stemme i de vestlige territorier i Wyoming fra 1869 og i Utah fra 1870. Men i 1903 havde britiske kvinder fortsat ikke stemmeret, og Pankhurst havde besluttet, at bevægelsen var nødt til at blive radikal og militant, hvis den skulle have gennemslagskraft. Bevægelsens kampagne blev stedse mere bitter med ødelæggelse af ejendomme og sultestrejker, som af myndighederne blev mødt med fængselsstraf og tvangsfodring. Kampagnen blev til slut udsat på grund af udbruddet af første verdenskrig i 1914.
I 1915 fik kvinder over 30 år, under forudsætning af at de havde nogle givne kvalifikationer, ret til at stemme, og i 1928 - Pankhurst var død samme år - blev retten udvidet til at omfatte alle kvinder over 21 år. Historikerne er delte i spørgsmålet, om suffragetternes militante fremgangsmåde bidrog til eller var en hindring for at nå deres mål.

## Ordets betydning
Oprindeligt brugte man udtrykketsuffragist om en person, der ønskede en udvidelse af retten til at afgive stemm. Suffrage er et latinsk ord for bønner fremsagt for en afdød; senere fik ordet betydningen at stemme til fordel for nogen, og til sidst, retten til at stemme i sin almindelighed. Diminutivet af "suffragist", altså "suffragette", blev kun benyttet om kvinder, og ret nedladende, som da New York Times i oktober 1906 trykte en satirisk definition af ordet: "Suffragette er en kvinde, der burde være mere fornuftig." Imidlertid besluttede WSPU at kalde sit blad The Suffragette og skrev i 1914: "En suffragist ønsker at få stemmeret, mens en suffragette har til hensigt at skaffe sig det." 

## Baggrund
De britiske suffragetter havde primært baggrund i middel- og overklassen og var frustrerede over deres sociale og økonomiske situation. Deres kamp for ændringer inden for de givne rammer, sammen med værkerne af støtter for kvinders rettigheder som John Stuart Mill, fungerede som spydspidser for en bevægelse, der kom til at engagere store skarer af kvinder. Mill præsenterede ideen om kvinders stemmeret på den platform, han fremlagde for det britiske vælgerkorps i 1865.
I 1897 blev National Union of Women's Suffrage Societies dannet ud fra lokale komiteer. Denne union var ledet af Millicent Fawcett, som troede på at det var muligt demokratisk at få ændret den britiske grundlov. Sammenslutningens metoder omfattede uddeling af flyveblade, afholdelse af møder og indsendelse af andragender. Denne fremgangsmåde havde imidlertid ikke den store effekt. I stedet grundlagde Pankhurst i 1903 Women's Social and Political Union. Her var man mildt sagt meget utilfredse med måden, kvinders stemmeret blev behandlet i Parlamentet. Pankhurst mente derfor, at tiden var til en mere radikal og militant strategi, hvis man skulle nå frem med sit budskab. Betegnelsen "suffragette" blev først brugt hånende af journalisten Charles E. Hands i avisen Daily Mail til at beskrive aktivisterne i bevægelsen for kvinders stemmeret, især medlemmerne af WSPU. Men de kvinder, han troede at latterliggøre, tog betegnelsen til sig, idet de udtalte "suffraGETtes" (med hårdt "g") for at understrege, at de ikke blot ønskede stemmeret, men de også var opsat på at "tage" (get) den.
Hver gang et forslag skulle drøftes i parlamentet, trak politikerne tiden ud ved at diskutere det foregående lovforslag i meget lang tid, så der blev kort tid til spørgsmålet om kvinders stemmeret. Derfor begyndte suffragetterne systematisk at sabotere politikernes taler ved at råbe op og spørge om kvinders stemmeret. Det varede ikke længe, før de blev nægtet adgang til møderne. Suffragetterne gik så over til at gemme sig i orgler, talerstole og andre steder i mødesalen, ofte flere dage før møderne, og springe frem og afbryde talerne med deres spørgsmål.
I 1906 kom den britiske komedie, stumfilmen Sweet suffragettes;  i 1908 en fransk komedie, La journée d'une suffragette,  og i 1913 en lidt mere seriøs, tysk stumfilm, Die Suffragette, med Asta Nielsen i hovedrollen. 

## Kampen starter
Fra begyndelsen af 1900-tallet og frem til 1. verdenskrig blev omtrent 1.000 suffragetter fængslet i Storbritannien. De fleste tidlige fængslinger var for forstyrrelse af den offentlige ro og orden og undladelse af at betale udestående bøder. De første suffragetter, der blev fængslet var Christabel Pankhurst (datter af Emmeline Pankhurst) og Annie Kenney i oktober 1905. Under fængslingerne agiterede suffragetterne for at blive betragtet som politiske fanger; med den betegnelse ville de blive placeret i Første Division i modsætning til den Anden eller Tredje Division under fængselsvæsenet, og som politiske fanger blev man tilstået visse friheder og rettigheder, som ikke tildeltes andre fængselsdivisioner, fx hyppige besøg og tilladelse til at skrive bøger eller artikler.
Denne sag blev taget op af WSPU, der kæmpede for at få fængslede suffragetter anerkendt som politiske fanger. Dog var denne kampagne stort set forgæves. Med henvisning til frygten for, at suffragetterne som politiske fanger ville fremstå som martyrer, blev suffragetterne typisk placeret i Anden Division og i nogle tilfælde Tredje Division i fængsler uden særlige privilegier.
I 1908 foreslog Emmeline Pankhurst en kæmpedemonstration i Hyde Park, hvis formål var at vise, hvor mange forkæmpere for kvindelig stemmeret, der efterhånden var. Organisatorerne havde regnet med, at op mod 250.000 ville møde op, men der kom mere end dobbelt så mange.
Den næste lejlighed til en protest opstod ved et politisk møde samme år. Der kom Emmeline Pankhursts datter Christabel og hendes forbundsfælle Annie Kenney. Under Edward Greys tale rejste Annie Kenney sig og spurgte, hvad hans parti ville gøre for kvinders stemmeret. Hun blev smidt ud fra mødet af betjente. Da roen havde sænket sig, begyndte Christabel at råbe op og stille samme spørgsmål. Da hun blev ført ud af betjentene, spyttede hun en af dem i ansigtet for at blive arresteret og få medieomtale. Næste dag stod historien på forsiden af alle større aviser. Men ingen partier turde gå ind for kvindelig stemmeret af frygt for, hvordan det ville påvirke deres stemmetal.

### Kampen skærpes
Året efter (1909) blev kampen skærpet på begge sider, idet suffragetterne begyndte at sultestrejke, og myndighederne svarede igen ved at tvangsfodre kvinderne, som nægtede at tage føde til sig.

### Sultestrejker
Suffragetterne blev ikke anerkendt som politiske fanger, og mange af dem begyndte at sultestrejke under deres fængsling. Den første kvinde, der nægtede at indtage føde, var Marion Wallace Dunlop, en militant suffragette, der var dømt til en måneds fængsel i Holloway for vandalisme i juli 1909. Uden at rådføre sig med lederne i suffragette-bevægelsen, fx Pankhurst, nægtede Dunlop at spise. Sultestrejken var hendes måde at protestere imod myndighederne, der ikke ville anerkende hende som politisk fange. Efter 91 timers sultestrejke, og af frygt for at hun skulle blive martyr, besluttede Herbert Gladstone fra Home Security at løslade hende af medicinske grunde. Dunlops strategi blev snart efter taget op af andre fængslede suffragetter. Som regel opnåede kvinderner at blive sat på fri fod efter få dage, hvorefter de kunne vende tilbage til deres kamp.
Efter et offentligt tilbageslag angående de fængslede suffragetters status blev reglerne ændret. I marts 1910 blev Rule 243A besluttet af minister Winston Churchill, som tillod, at fanger i anden og tredje division kunne få visse privilegier, som normalt kun tilfaldt første division, på betingelse af, at de ikke var anklaget for alvorlige lovovertrædelser. Dette stoppede i praksis sultestrejkerne i omkring to år. De begyndte dog igen, da Pankhurst blev overført fra anden division til første division, hvilket fik de øvrige fængslede suffragetter til at demonstrere for deres fængselsstatus.
Militante suffragette-demonstrationer blev efterfølgende mere aggressive, og den britiske regering tog affære. Man ønskede ikke at løslade alle de suffragetter, der sultestrejkede i fængslerne, og i efteråret 1909 begyndte myndighederne at anvende mere drastiske midler til at stoppe sultestrejkerne.

### Tvangsfodring
I september 1909 ønskede Home Office ikke længere at frigive sultestrejkende suffragetter, før de havde udstået deres straf. Suffragetterne blev et ansvar for myndighederne, for hvis de døde i deres varetægt, ville fængslerne være ansvarlige for deres død. Fænsglerne begyndte derfor at tvangsfodre sultestrejkende via en slange. Det foregik normalt enten via næseborene, via en slange i maven eller en mavepumpe. Tidligere havde man i Storbritannien udelukkende brugt tvangsfodring på hospitalspatienter, der ikke selv var i stand til at spise eller synke føde. På trods af at metoderne af læger var blevet erklæret sikre til brug på syge patienter, var de forbundet med en sundhedsrisiko for suffragetterne.
Processen med at tvinge føde i fanger via en slange var anstrengende for de sultestrejkende, idet de typisk var fikseret og fik maden via maven eller via næseborene, og ofte under meget tvang. Processen var smertefuld. Læger, der observerede og studerede den, konkluderede, at den både gav skader på kredsløbet, fordøjelsessystemet og nervesystemet på kortere sigt, og at de kunne skade kvindernes fysiske og mentale tilstand på længere sigt. Nogle af de tvangsfodrede suffragetter udviklede lungehindebetændelse eller lungebetændelse som resultat af fejlplacerede slanger.

### Lovforslag
Den 21. november 1910 skulle parlamentet drøfte et lovforslag om kvindelig stemmeret. På Emmeline Pankhursts opfordring samledes flere tusinde kvinder foran parlamentet. Da premierminister Asquith i stedet udskrev nyvalg til parlamentet, prøvede kvinderne at storme bygningen, men blev mødt af et talstærkt politi. Sammenstødet varede seks timer og blev senere kaldt ”sorte fredag”. Der blev klaget meget over politiets optræden: Den hyppigste klage gik på, at politiet begramsede kvinderne.
Asquith havde en plan om at ændre loven, hvorefter alle mænd skulle have stemmeret - og ikke som hidtil kun de rige. Det så suffragetterne som det endelige skridt til, at de nu totalt skulle underkastes mændene, der ville blive en herskende race.
I 1912 erklærede Emmeline Pankhurst mandssamfundet krig: Hun begyndte at kaste med sten i protest og blev fængslet i ni måneder. Christabel flygtede til Paris, hvorfra hun ledte oprøret, mens hendes mor var fængslet. Året 1912 blev på mange måder et vendepunkt for de britiske suffragetter, som i stigende grad anlagde en mere offensiv taktik. Urolighederne blev optrappet, og volden eskalerede. Postkasser blev sprængt, ruder i forretninger blev smadret, brandbomber blev smidt ind i boliger, telegrafledninger skåret over og politikere overfaldet, ligesom aktivisterne lejlighedsvis låste sig fast til rækværker og lejlighedsvis forsøgte at detonere bomber. I 1914 blev mindst syv kirker bombet eller sat i brand i Storbritannien, herunder udløstes en eksplosion i Westminster Abbey, der havde som formål at ødelægge den 700 år gamle Kroningstol, som dog klarede anslaget med kun mindre skader.

### Første verdenskrig
Ved udbruddet af første verdenskrig tog suffragette-bevægelsen i Storbritannien en pause for i stedet at støtte krigsindsatsen, og sultestrejkerne ophørte stort set. I august 1914 gav den britiske regering amnesti til alle fanger dømt for suffragette-aktiviteter,  og Pankhurst standsede kort efter alle militante aktiviteter. Suffragetternes fokus på krigen ændrede den offentlige opfattelse af bevægelsen og var med til at give kvinder valgret i Storbritannien i 1918.
Kvinder påtog sig ivrigt mange traditionelle mandsroller, så man fik et nyt indtryk af, hvad kvinder formåede. Krigen fik også splittet den britiske suffragette-bevægelse; den mainstream, repræsenteret ved Emmeline og Christabel Pankhursts WSPU, der kaldte til våbenhvile under krigen; mens mere ekstreme suffragetter, repræsenteret af Sylvia Pankhursts Women's Suffrage Federation, fortsatte kampen.

### Stemmeret
National Union of Women's Suffrage Societies, der havde anvendt "forfatningsmæssige" metoder, fortsatte deres lobbyarbejde i krigsårene, og der blev lavet kompromiser mellem NUWSS og koalitionsregeringen. Den 6. februar blev Representation of the People Act 1918 vedtaget, hvilket gav kvinder over 30, der levede op til nogle minimumsregler om fast ejendom, samt mænd over 21, valgret. Før dette var det ikke alle mænd i Storbritannien, der kunne stemme. Omkring 8,4 millioner kvinder blev stemmeberettiget ved denne lov. På det tidspunkt havde kvinderne i Norge, Danmark og Sovjetunionen allerede opnået stemmeret. I november 1918 blev Parliament (Qualification of Women) Act 1918 vedtaget, hvilket åbnede for kvinder, at kvinder kunne vælges ind i parlamentet. Representation of the People Act 1928 udvidede stemmeretten til at omfatte alle kvinder over 21, hvilket gav kvinderne den samme stemmeret, som mændene havde fået 10 år tidligere. Emmeline Pankhurst nåede lige at opleve det før sin død. I 1979 fik landet sin første kvindelige premierminister med valget af Margaret Thatcher fra det Konservative Parti. 

## Farver
Fra 1908 brugt WSPU farverne violet, hvid og grøn: lilla symboliserede værdighed, hvid var renhed og grønt var håb. Disse tre farver blev brugt til bannere, flag, rosetter og emblemer. De blev også brugt til hjerteformede vesaæsker (små tændstiksæsker), og optrådte i tegneserier i aviser og på postkort.
Mappin & Webb, der var en juvellér i London, udgav kataloger med suffragette-smykker til julen 1908. I 1909 præsenterede WSPU forskellige smykker specielt fremstillet til Emmeline Pankhurst og Louise Eates. Nogle Arts and Crafts-smykker fra perioden anvendte også farverne violet, hvid og grøn i emalje og halvædelsten som ametyster, perler og peridoter. Smykker med disse sten var allerede ret almindelige blandt kvinder før 1903, og blev derfor ikke forbundet med sufragette-bevægelsen før WSPU tog farverne i brug. Idéen om at farverne på engelsk for grønt, hvidt og violet er green, white og violet samtidig var et akronym for Give Women Votes ("Giv kvinder stemmer") er dog en moderne fejlslutning.
Farverne grøn og heliotrop (lilla) blev bestilt til et nyt våbenskjold til Edge Hill University i 2006 for at symbolisere universitets tidlige tilslutning til lighed for kvinder, da det startede som et college kun for kvinder.

## Eftermæle
Historikere er generelt enige om, at de første stadier af den militante suffragette-bevægelse under Pankhurst'erne i 1906 havde en dramatisk effekt på hvervning til suffragette-bevægelsen. Kvinder begejstredes og støttede oprør i gaderne; medlemskab af det militante WSPU og den ældre NUWSS overlappede og var gensidigt støttende. Ensor mener dog, at en offentlig optræden fordrer stærke virkemidler for at holde på mediernes opmærksomhed. Sultestrejker og tvangsfodring bidrog til det. Pankhurst'erne eskalerede derfor fremgangsmåden. De gik over til systematisk afbrydelse af Liberal Partys partimøder, hærværk på offentlige bygninger og brandstiftelse. Searle mener, at suffragetternes metoder skadede Liberal Party, uden at fremme kvindernes sag. Da Pankhurst'erne indstillede de militante taktikker ved starten på første verdenskrig, for i stedet at støtte krigsindsatsen, blev bevægelsen delt, og deres rolle som ledere afsluttet. Kvinderne fik stemmeret fire år senere, men feministbevægelsen i Storbritannien opgav for al fremtid de militante taktikker, som havde gjort suffragetterne berømte.

Whitfield konkluderer, at den militante kampagne havde visse positive effekter i form af enorm offentlig omtale, og tvang de moderate til at organisere sig bedre, mens den samtidig stimulerede modstanderne. Han konkluderer:
Den overordnede effekt af de militante suffragetter var dog at slå stemmeret til kvinder tilbage. For at kvinder kunne få ret til at stemme, var det nødvendigt at demonstrere, at de havde offentligheden på deres side, for at opbygge og konsolidere et parlamentarisk flertal til fordel for kvinders stemmeret, og overtale eller presse regeringen til at indføre reformer. Ingen af disse mål blev nået.

## Suffragette i populærkulturen
- I Disneys musicalfilm Mary Poppins fra 1964 skal Mary Poppins være barnepige for to børn, hvis mor er mere optaget af at kæmpe for kvindelig stemmeret end at passe sine børn. Fru Banks synger sangen Sister Suffragette før hun løber ud af døren og overlader hjemmet til tjenestefolkene. [39]
- Karakteren Maggie DuBois i filmen The Great Race fra 1965, er suffragette.
- Filmen Iron Jawed Angels fra 2004 portrættere den amerikanske suffragette-bevægelse omkring 1910, og koncentrerer sig om de to suffragetter Alice Pauls og Lucy Burns' karriere.
- The Year of the Bodyguard (1982) er en dokudrama om Bodyguard-enheden WSPU, der blev produceret til fjernsyn.
- BBC v-serieen Shoulder to Shoulder 1974 portrætteres begivenheder i den britiske militante suffragette-bevægelse, og koncentrere sig om Pankhurst-familiens medlemmer.
- Fjernsynsfilmen The 39 Steps fra 2008 handler om karakteren Victoria Sinclair, der bliver født som både spion og suffragette.
- Kvindernes suffragette-bevægelse er et underplot i tv-serien Store forretninger (engelsk titel: Mr Selfridge), der blev sendt første gang fra 2013-2016 og i enkelte episoder af tv-serien Herskab og tjenestefolk (engelsk titel: Upstairs, Downstairs) sendt i perioden 1971-1976 og Downton Abbey sendt fra 2010-2015.
- Sangen "Suffragette" fra Nina Gordons andet album, Bleeding Heart Graffiti (2006), omhandler Sufragette-bevægelsen.
- BBC sitcommen Up the Women fra 2013 viser en gruppe kvinder, der en gruppe for kvinders valgret, og har flere referencer til suffragetterne.
- Tredje sæson af American Horror Story, der blev sendt fra 2013-2014, har flere temaer om kvinderes valgret og hekse.
- David Bowies sange "Suffragette City" fra 1972, udgivet på The Rise and Fall of Ziggy Stardust and the Spiders from Mars fra samme år.
- Gertrude Colmores roman Suffragette Sally fra 1911 omhandler en suffragette kaldet Sally.
- Graphic novel-trilogien Suffrajitsu: Mrs. Pankhurst's Amazons fra 2015 omhandler begivenheder i WSPU Bodyguard-samfund
- Filmen Suffragette fra 2015 omhandler britiske bevægelser for kvinders valgret i slutningen af 1800- og starten af 1900-tallet.

## Notable personer

### Storbritannien
- Joan Beauchamp
- Rosa May Billinghurst
- Elsie Bowerman
- Lady Constance Bulwer-Lytton
- Mabel Capper
- Ada Nield Chew
- Leonora Cohen
- Jessie Craigen
- Emily Wilding Davison
- Sophia Duleep Singh
- Norah Elam også kendt som Norah Dacre Fox[40]
- Millicent Fawcett
- Jane Ellen Harrison
- Clemence Housman
- Elsie Inglis
- Annie Kenney
- Grace Kimmins
- Lilian Lenton
- Lizzy Lind af Hageby
- Mary Lowndes
- Selina Martin
- Christabel Pankhurst
- Emmeline Pankhurst
- Sylvia Pankhurst
- Frances Parker
- Emmeline Pethick-Lawrence
- Mary Richardson
- Edith Rigby
- Ethel Smyth
- Ethel Snowden
- Dora Thewlis
- Leonora Tyson
- Olive Wharry
- Cicely Hamilton

### Irland
- Louie Bennett
- Frances Power Cobbe
- Charlotte Despard
- Eva Gore-Booth
- Anna Haslam
- Mary Hayden
- Kathleen Lynn
- Constance Markievicz
- Margaret McCoubrey
- Mary Ann McCracken
- Mary MacSwiney
- Helena Molony
- Hanna Sheehy-Skeffington
- Anna Wheeler
- Jenny Wyse Power
- Mary Fleetwood Berry
- Helen Chenevix
- Margaret "Gretta" Cousins
- Norah Elam
- Florence Moon
- Mary Donovan O'Sullivan
- Sarah Persse
- Isabella Tod

### Danmark
- Henni Forchhammer
- Estrid Hein
- Meta Hansen
- Astrid Stampe Feddersen
- Elna Munch
- Isabelle Brockenhuus-Løwenhielm
- Anna Nielsen
- Johanne Nielsen
- Charlotte Norrie
- Johanne Oltosen
- Sophie von der Osten
- Johanne Petersen Norup
- Diakonisse, Søster Victoria Jensen
- Johanne Münter
- Henny Tscherning
- Maria Nielsen
- K. S. A. Præstgaard
- Mathilde Jensen
- Kristiane Lauritzen
- Ingrid Ulbricht
- Jutta Bojsen-Møller
- Matilde Bajer
- Thit Jensen
- Olivia Nielsen

## Yderligere læsning
- Atkinson, Diane (1992). The Purple, White and Green: Suffragettes in London, 1906–14. London: Museum of London. ISBN 978-0-904-81853-6.
- Hannam, June (2005). "International Dimensions of Women's Suffrage: 'at the crossroads of several interlocking identities'". Women's History Review. 14 (3-4): 543-560. doi:10.1080/09612020500200438.
- Leneman, Leah (1995). A Guid Cause: The Women's Suffrage Movement in Scotland (2nd udgave). Edinburgh: Mercat Press. ISBN 978-1-873-64448-5.
- Liddington, Jill; Norris, Jill (2000). One Hand Tied Behind Us: The Rise of the Women's Suffrage Movement (2nd udgave). London: Rivers Oram Press. ISBN 978-1-854-89110-5.
- Mayhall, Laura E. Nym (2000). "Reclaiming the Political: Women and the Social History of Suffrage in Great Britain, France, and the United States". Journal of Women's History. 12 (1): 172-181. doi:10.1353/jowh.2000.0023.
- ——— (2003). The Militant Suffrage Movement: Citizenship and Resistance in Britain, 1860–1930. New York, NY: Oxford University Press. ISBN 978-0-195-15993-6.
- Purvis, June (2002). Emmeline Pankhurst: A Biography. London: Routledge. ISBN 978-0-415-23978-3.
- Purvis, Jane; Sandra, Stanley Holton, red. (2000). Votes For Women. London: Routledge. ISBN 978-0-415-21458-2.
- Rosen, Andrew (2013) [1974]. Rise Up Women!: The Militant Campaign of the Women's Social and Political Union, 1903–1914 (Reprint udgave). Abingdon: Routledge. ISBN 978-0-415-62384-1.
- Smith, Harold L. (2010). The British Women's Suffrage Campaign, 1866–1928 (Revised 2nd udgave). Abingdon: Routledge. ISBN 978-1-408-22823-4.
- Wingerden, Sophia A. van (1999). The Women's Suffrage Movement in Britain, 1866–1928. Basingstoke: Palgrave Macmillan. ISBN 978-0-333-66911-2.